# Vester Pegg
Vester Pegg (23 de mayo de 1889 – 19 de febrero de 1951) fue un actor estadounidense de la era del cine mudo. Apareció en 140 películas entre 1912 y 1941, principalmente westerns. Nació en Appleton City, Missouri y murió en Los Ángeles, California.
Pegg se convirtió en picador en 1909, trabajando en una plaza de toros en la Ciudad de México. Dejó ese trabajo después de que un toro embistió y mató al caballo en el que cabalgaba Pegg. Se mudó a California, donde comenzó a actuar en teatro de repertorio. Después de 18 meses de actuar en el escenario, comenzó a actuar en películas y finalmente firmó con Universal Pictures, donde trabajó con la compañía de Harry Carey.

## Filmografía seleccionada
- The Birth of a Nation (1915) - Rol Menor (sin acreditar)
- The Lucky Transfer (1915, corto) - The clerk
- Jordan Is a Hard Road (1915) - (sin acreditar)
- Blue Blood and Red (1916)
- Intolerance (1916) - Extra (sin acreditar)
- Blood Money (1917, Short) - Bud Cameron
- The Bad Man of Cheyenne (1917, corto) - Vesta
- The Outlaw and the Lady (1917, Short)
- Goin' Straight (1917, Short) - Pinnacle Bill
- The Fighting Gringo (1917) - Pedro
- Hair-Trigger Burke (1917, Short) - Bill
- A 44-Calibre Mystery (1917, Short) - Pete McGuire
- The Almost Good Man (1917, Short) - Pete Willis
- The Golden Bullet (1917, Short) - Dick Henderson, alias Rogue River Charlie
- The Wrong Man (1917, Short) - Chip Stevens
- The Soul Herder (1917, Short) - Topeka Jack
- Cheyenne's Pal (1917, Short) - Cowboy
- Straight Shooting (1917) - Placer Fremont
- The Texas Sphinx (1917, Short) - Steve
- The Secret Man (1917) - Bill - Molly's Brother
- A Marked Man (1917) - Ben Kent
- Bucking Broadway (1917) - Eugene Thornton
- The Phantom Riders (1918) - The Unknown
- Wild Women (1918) - Pegg
- Thieves' Gold (1918) - Curt Simmons
- The Scarlet Drop (1918) - Marley Calvert
- Hell Bent (1918) - Jack Thurston
- A Woman's Fool (1918) - Tommy Lusk
- The Black Horse Bandit (1919, Short)
- Bare Fists (1919) - Lopez
- The Border Terror - Zorro
- Riders of Vengeance (1919)
- The Outcasts of Poker Flat (1919)
- Ace of the Saddle (1919) - Gambler
- Rider of the Law (1919) - Nick Kyneton
- Vanishing Trails (1920) - Rankin
- The Galloping Devil (1920) - Pink
- The Fighting Stranger (1921) - Joe Kilburn
- The Last Chance (1921) - Black Sparr
- The Struggle (1921) - Diamond Joe
- The Raiders (1921) - Bob Thiele
- The Kickback (1922) - Ramon Pinellos
- Boomerang Justice (1922)
- Canyon of the Fools (1923) - Knute
- Lone Fighter (1923) - Harvey Bates
- His Own Law (1924)
- The Broken Law (1924)
- The Shield of Silence (1925)
- Wildfire (1925) - (uncredited)
- Rough Going (1925) - Jim Benson
- Tearin' Loose (1925) - Jim
- The Hurricane Horseman (1925) - Jim Marden
- Bucking the Truth (1926) - Sheriff Findlay
- 3 Bad Men (1926) - Henchman Shooting Lucas (sin acreditar)
- Jack O'Hearts (1926)
- The Flying Horseman (1926) - Henchman
- Man of the Forest (1926) - Moses
- The Desert Pirate (1927) - Henchman
- Yellow Contraband (1928) - Dude McClain
- Beyond the Law (1930) - Slade Henchman (sin acreditar)
- The Dawn Trail (1930) - Mac (uncredited)
- Not Exactly Gentlemen (1931) - Henchman (sin acreditar)
- The Sunset Trail (1932) - Connors (sin acreditar)
- Heritage of the Desert (1932) - Naab Man (sin acreditar)
- Sundown Rider (1932) - Ranch Hand (sin acreditar)
- Judge Priest (1934) - Joe Herringer (sin acreditar)
- The Dude Ranger (1934) - Brings Horse (sin acreditar)
- Elinor Norton (1934) - Ranch Hand (sin acreditar)
- Carnival (1935) - Small Town Man (sin acreditar)
- The Little Colonel (1935) - Frontiersman (sin acreditar)
- The Revenge Rider (1935) - Henchman Thomas (sin acreditar)
- Party Wire (1935) - Poker Quartet Member (sin acreditar)
- Steamboat Round the Bend (1935) - Mink - Pride of Paducah Pilot (sin acreditar)
- Gallant Defender (1935) - Cattleman (uncredited
- The Prisoner of Shark Island (1936) - Soldado (sin acreditar)
- Forlorn River (1937) - Deputy Hank (sin acreditar)
- Wild and Woolly (1937) - Man on Street (sin acreditar)
- Thunder Trail (1937) - Tate Henchman (sin acreditar)
- Checkers (1937) -Sin acreditar
- Born to the West (1937) - Bartender #2 (sin acreditar)
- Wells Fargo (1937) - Fargo Rider (sin acreditar)
- Stagecoach (1939) - Hank Plummer (sin acreditar)
- Trouble in Sundown (1939) - Posse Rider (sin acreditar)
- Frontier Pony Express (1939) - Henchman Doyle (sin acreditar)
- My Little Chickadee (1940) - Gambler (sin acreditar)
- Prairie Law (1940) - Henchman (sin acreditar)
- The Ranger and the Lady (1940) - Freighter (sin acreditar)
- Colorado (1940) - Sam Smith - Henchman
- Under Texas Skies (1940) - Henchman (sin acreditar)
- West of Abilene (1940) - Kennedy
- Sheriff of Tombstone (1941) - Henchman (sin acreditar)
- Best Man Wins (1948) - Creditor (sin acreditar)